# 巴彦库仁镇
巴彦库仁镇，是中华人民共和国内蒙古自治区呼伦贝尔市陈巴尔虎旗下辖的一个乡镇级行政单位。
巴彦库仁为蒙古语，富饶的院子。
巴彦库仁镇，内蒙古自治区呼伦贝尔市陈巴尔虎旗下辖镇，地处陈巴尔虎旗中部，东与宝日希勒镇接壤，南至海拉尔河与呼和诺尔镇相接，西与巴彦哈达苏木毗邻，北抵莫尔格勒河与巴彦哈达苏木接连，行政区域面积720平方千米。

## 历史沿革
民国二十一年（1932年），巴彦库仁为陈旗日伪公署驻地。
1949年，陈旗人民政府建立，巴彦库仁为旗政府驻地。
1957年11月，设巴彦库仁镇。
1958年，同巴彦哈达公社合并。
1961年，分设。
1968年，改为巴彦库仁镇革命委员会。
1981年，巴彦库仁镇革命委员会复为管理委员会。
2006年，巴彦哈达苏木并入。
2010年10月，巴彦哈达办事处恢复巴彦哈达苏木建制。

## 行政区划
巴彦库仁镇下辖以下地区：
多蓝社区、苏优勒社区、巴彦社区、图布新社区和陈旗工业园区。